# 沟稃草属
沟稃草属（学名：Aulacolepis）是禾本科下的一个属，为高大纤弱草本植物。该属共有5种，分布于喜马拉雅至日本。